# El Arish
El Arish is een stad in Egypte en is de hoofdplaats van het gouvernement Noordelijke Sinaï.
Bij de volkstelling van 2006 telde El Arish 138.195 inwoners. Er is een campus van de Suezkanaal-universiteit gevestigd. Nabij de plaats ligt de luchthaven El Arish.

## Geschiedenis

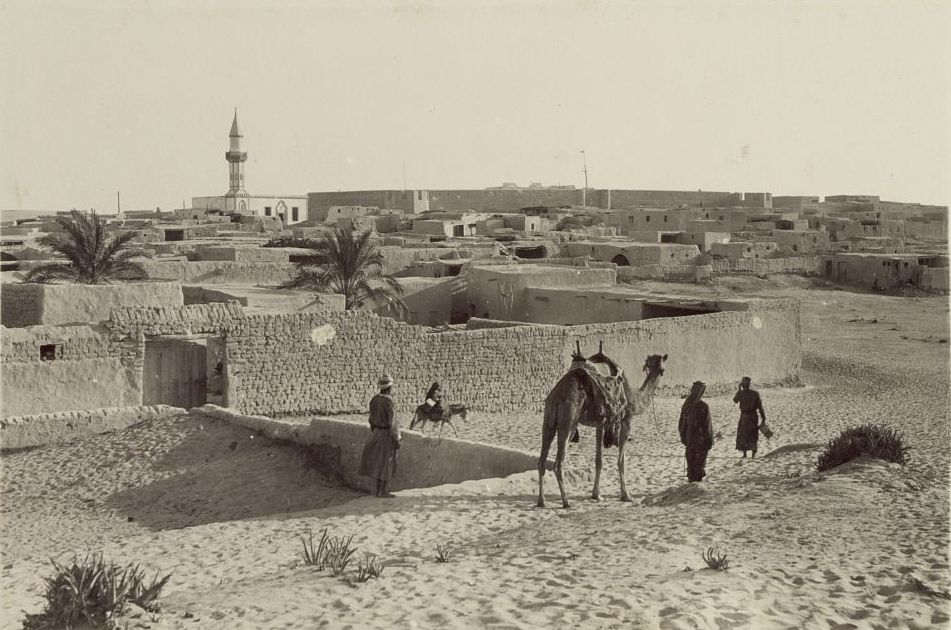
El Arish in 1916

In 677 v.Chr. werd El Arish belegerd door Esarhaddon.
Tijdens de Eerste Wereldoorlog werd El Arish bezet door de 52e (Laagland) Divisie.
In 1995 meldde de Egyptische regering dat in de Sinaïwoestijn bij El Arish twee ondiepe massagraven waren ontdekt met de resten van 30 tot 60 Egyptische gevangenen die naar verluidt waren doodgeschoten door Israëlische soldaten tijdens de Zesdaagse Oorlog in 1967. Zie Controverses over de Zesdaagse Oorlog.
Op 24 november 2015 werd in El Arish een aanslag gepleegd op een hotel en een politiewagen, met twaalf doden als gevolg. De aanslag werd opgeëist door de Egyptische tak van de Islamitische Staat.

## Bekende inwoners van El Arish

### Geboren
- Saleh Gomaa (1993), voetballer

### Overleden
- Boudewijn I van Jeruzalem (ca. 1068-1118), koning van Jeruzalem, graaf van Edessa en kruisvaarder